# Annegret Richter
Annegret Richter, née Irrgang le 13 octobre 1950 à Dortmund, est l'athlète ouest-allemande la plus titrée des années 1970. Son plus grand succès fut la victoire sur 100 m aux Jeux olympiques d'été de 1976. Ses duels avec les athlètes est-allemandes, parmi elles Renate Stecher sont restés légendaires.

## Biographie
Son premier succès international, Annegret Richter le fêta avec son nom de naissance : Annegret Irrgang, aux championnats d'Europe de 1971 lorsqu'elle remporta l'or avec le relais 4 × 100 m. Aux Jeux olympiques d'été de 1972, elle gagna l'or avec le relais 4 × 100 m et termina cinquième du 100 m.
Aux Jeux olympiques d'été de 1976, elle remporta le 100 m, battant sa grande rivale Renate Stecher, termina deuxième du 200 m, battue par l'est-allemande Bärbel Wöckel et du 4 × 100 m derrière la République démocratique allemande. Quelques semaines avant ces jeux, sa compatriote et collègue de relais, Inge Helten avait établi un nouveau record du monde du 100 m en 11 s 04. Elle fit mieux en demi-finale avec 11 s 01. Elle remporta à nouveau le relais 4 × 100 m aux championnats d'Europe de 1974.
Lorsque Marlies Göhr établit un nouveau record du monde en 10 s 88, Annegret Richter arrêta sa carrière. Son rêve de devenir la première femme sous les 11 s était terminé. En 1979, elle fit un comeback et courra en 11 s 01, répétant sa meilleure performance personnelle et redevenant championne nationale. L'Allemagne de l'Ouest boycottant les Jeux olympiques d'été de 1980, Annegret Richter arrêta définitivement sa carrière à la fin la saison 1980.

## Palmarès

### Jeux olympiques
- Jeux olympiques d'été de 1972 à Munich :
  - 5e sur 100 m
  -  Médaille d'or en relais 4 × 100 m
- Jeux olympiques d'été de 1976 à Montréal :
  -  Médaille d'or sur 100 m
  -  Médaille d'argent sur 200 m
  -  Médaille d'argent en relais 4 × 100 m

### Championnats d'Europe
- Championnats d'Europe 1974 à Rome :
  -  Médaille d'argent en relais 4 × 100 m